# خفگی
خَفِگی (درزبان عامیانه: خُنّاق) در پزشکی به وضعیتی گفته می‌شود که مسیر جریان هوای تنفسی به درون بدن و ریه با دشواری بسیار جدی و بسته‌شدن، روبرو شود.
خفگی باعث آسفیکسی می‌شود که نخست به آن دسته از بافت‌ها و اندام‌های حساس به هیپوکسی -برای نمونه مغز- آسیب می‌زند.
بدن پس از انسداد مجرای تنفسی و با استفاده از اکسیژن باقی‌مانده در خون و شش‌ها تا چند دقیقه مشکلی نخواهد داشت و سپس این محرومیت تنفسی در مدت ۶–۴ دقیقه باعث آسیب و مرگ بافت‌های مغزی می‌شود به همین دلیل به این زمان زمان طلایی می‌گویند. خفگی معمولاً با تنفس‌خواهی همراه است. نیاز بدن به تنفس به خاطر افزایش دی‌اکسید کربن در خون ایجاد می‌شود و نه به خاطر کمبود اکسیژن خون.
تنگی نفس، کبودی لب‌ها و نوک انگشتان، کاهش یا توقف حرکات قفسه سینه، رنگ پریدگی، اشکال در صحبت کردن، سرفه، گشادی مردمک، چنگ زدن گردن با دست، خرخر کردن، لرزش، تشنج، کاهش سطح هوشیاری، کندی و نامنظمی نبض و از دست دادن حواس از علائم اولیه خفگی هستند.

## علل خفگی

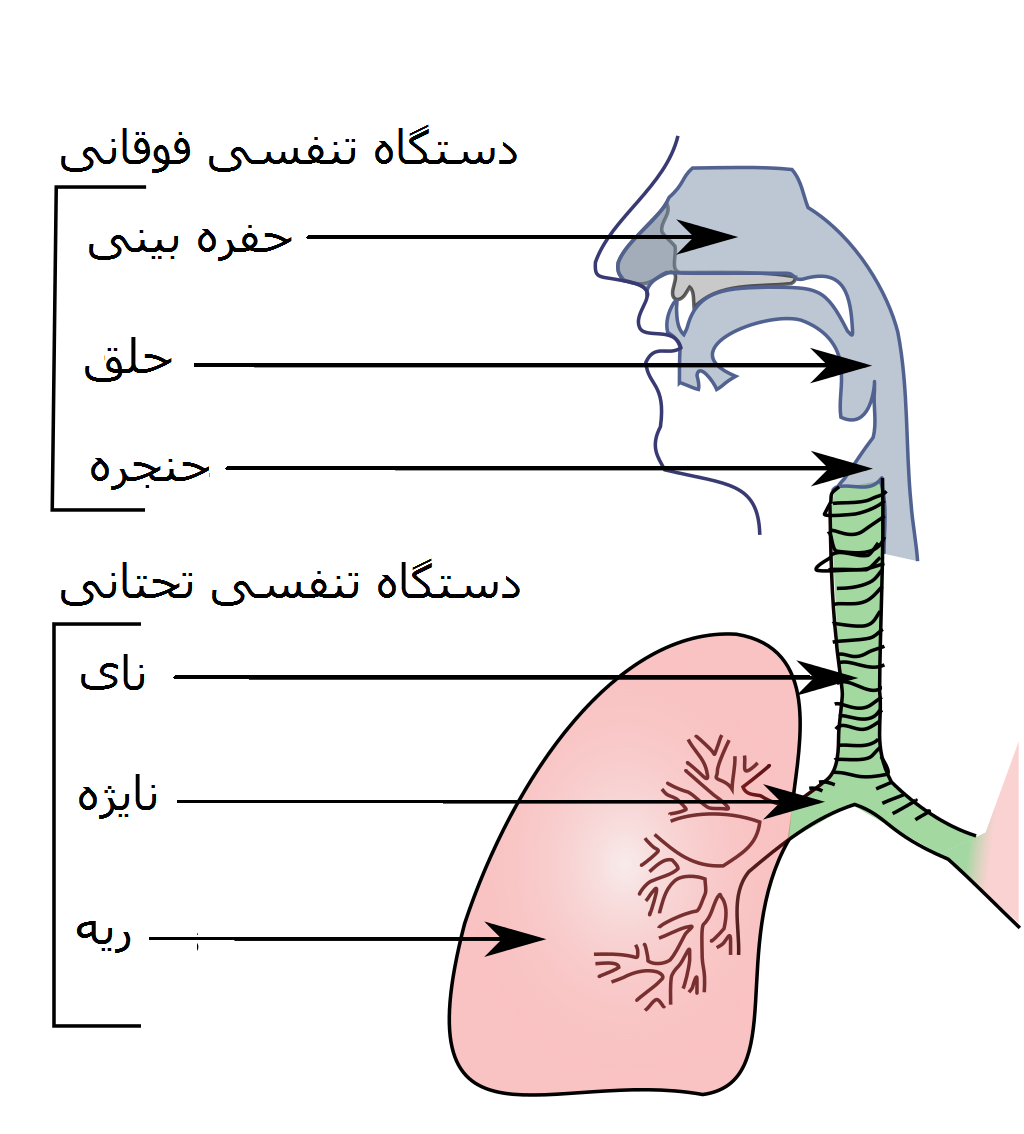
دستگاه تنفسی.

مسدود شدن مجرای تنفسی توسط اجسام خارجی مانند لقمه غذا، آب نبات، دکمه و مواد استفراغی. فشار خارجی مانند خفه کردن - بیماریهای تنفسی - لارنگواسپام – مسمومیت دارویی - به عقب برگشتن زبان در بیهوشی که یکی از شایع‌ترین علل خفگی می‌باشد- استنشاق مواد سمی مانند مونواکسیدکربن و غیره.
خفگی اغلب توسط جسمی از خارج از بدن ایجاد می‌شود که به آن جسم خارجی نیز گفته می‌شود و مجاری تنفسی را مسدود می‌کند. این جسم می‌تواند راه‌های هوایی بالا یا پایین را مسدود کند. انسداد راه هوایی معمولاً جزئی است، اما همچنین می‌تواند کامل باشد.
در میان کودکان، بیشترین علت خفگی غذا، سکه، اسباب بازی و بادکنک است. در یک مطالعه، بادام زمینی رایج‌ترین جسمی بود که در مجاری تنفسی کودک مورد بررسی قرار گرفت و به علت مشکوک بودن به آسپیراسیون جسم خارجی ارزیابی شد. غذاهایی که خطر خفگی بالایی دارند شامل هات داگ، آب نبات سفت، آجیل، دانه‌ها، انگور کامل، هویج خام، سیب، پاپ کورن، کره بادام زمینی، گل ختمی، آدامس و سوسیس است. شایعترین علت خفگی در کودکان بالنهای لاتکس است. اشیا غیر غذایی کوچک و گرد مانند توپ، سنگ مرمر، اسباب بازی و قطعات اسباب بازی نیز به دلیل پتانسیل مسدود کردن راه هوایی کودک با خطر خفگی در ارتباط هستند.
کودکان زیر سه سال به ویژه در معرض خطر خفگی قرار دارند زیرا آنها با قرار دادن اشیا در دهان خود در محیط خود کاوش می‌کنند. همچنین، کودکان خردسال هنوز توانایی جویدن کامل غذا را دارند. دندان‌های مولار که تقریباً در سن ۱٫۵ سالگی به وجود می‌آیند، برای ساییدن مواد غذایی ضروری هستند. حتی پس از وجود دندان‌های مولر، کودکان در طول اوایل کودکی توانایی جویدن کامل غذا و بلعیدن را دارند. علاوه بر این، قطر راه هوایی کودک نسبت به راه هوایی بزرگسالان کوچکتر است، به این معنی که اجسام کوچکتر می‌توانند باعث انسداد راه هوایی در کودکان شوند. نوزادان و کودکان خردسال کمتر از بزرگسالان سرفه شدید ایجاد می‌کنند، بنابراین سرفه ممکن است در رفع انسداد مجاری تنفسی مؤثر نباشد. سرانجام، کودکان مبتلا به اختلالات عصبی عضلانی، تأخیر در رشد، آسیب مغزی ضربه ای و سایر شرایطی که بلع را تحت تأثیر قرار می‌دهند، در معرض خطر افزایش خفگی قرار دارند.
در بزرگسالان، غالباً انسداد غذا در مجاری تنفسی باعث خفگی می‌شود. عوامل خطر شامل استفاده از الکل یا آرام بخش، انجام یک عمل شامل حفره دهان یا حلق، پوشیدن لوازم دهان یا داشتن یک بیماری پزشکی است که باعث مشکل در بلع یا اختلال در رفلکس سرفه می‌شود. شرایطی که می‌تواند باعث دشواری در بلع یا سرفه مختل شود شامل شرایط عصبی مانند سکته مغزی، بیماری آلزایمر یا بیماری پارکینسون است. در بزرگسالان مسن، عوامل خطر نیز شامل زندگی تنها، پوشیدن دندان مصنوعی و مشکل در بلع است.
کودکان و بزرگسالان مبتلا به اختلالات عصبی، شناختی یا روان‌پزشکی ممکن است تأخیر در تشخیص را تجربه کنند زیرا ممکن است سابقه مشخصی از ورود جسم خارجی به مجاری تنفسی وجود نداشته باشد.

## پیشگیری
در خفگی، زمان واکنش بسیار کوتاه است و بدترین موارد کشنده است. به همین دلایل، جلوگیری از آن راحت است، بنابراین حتی اتفاق نمی‌افتد.

### موارد ابتدایی
خفگی معمولاً هنگام بلعیدن با دهان بیش از حد پر که به خوبی غذا جویده نشده است اتفاق می‌افتد. این خطر هنگامی از بین می‌رود که فرد بتواند مواد غذایی را به قطعات متوسط تقسیم کند و آنها را بجوید و بلافاصله ببلعد. اگر غذایی قابل جویدن است، باید جویده شود، هرچه باشد، حتی اگر بسیار نرم یا ژلاتینی باشد، مانند دسرهای نرم. خوردن به تعداد انگشت شماری (ممکن است در غذاهایی مانند پاپ کورن، آجیل‌های مختلف پوست کنده و غیره اتفاق بیفتد)، نیاز به جویدن با کنترل بیشتر از حد طبیعی دارد و از مقادیری که وارد دهان می‌شود بیشتر نیست. داشتن مقداری مایعات برای نوشیدن برای کمک به پایان بلع مفید است (قبل از وقوع خفگی). برای خوب بلعیدن، توصیه می‌شود که گردن در یک وضعیت طبیعی، مستقیم برای بدن فرد خورنده، با سر به جلو نگاه داشته شود، نشسته یا ایستاده (و نه دراز کشیده یا خیلی به عقب).

### غذاهای خطرناک
غذاهایی که پیچیده‌ترین خفگی را ایجاد می‌کنند، آنهایی هستند که شکل آنها با شکل حلق یا نای سازگار است: هات داگ و سوسیس، موز، غذای بلوکی و غیره خفه شدن در غذاهایی که دهان را خشک می‌کنند راحت تر است (گوشت بیش از حد پخته شده، کیک اسفنجی، پیتزا سرد و غیره)، که به کمک مایعات آشامیدنی یا همراه با پوره یا سس نیاز دارد. همچنین خفه کردن غذاهایی که سخت هستند (گوشت هشت پا یا ماهی، حیوانات بزرگ، برخی از خزندگان و غیره) راحت تر است، ممکن است لازم باشد آنها را همراه با چیزی بخورید که به دندان‌ها کمک می‌کند تا آنها را خرد کنید (مثل یک قرص نان)، یا هر روش مشخصی برای تهیه یا پخت.

### گروه‌های پرخطر
برخی از گروه‌های جمعیتی خطر خفگی بیشتری دارند، مانند: افراد مسن، کودکان، معلولان (از نظر جسمی یا روحی)، افراد تحت تأثیر الکل یا مواد مخدر، افرادی که داروهایی مصرف کرده‌اند که به‌طور جدی توانایی بزاق دهان یا واکنش را کاهش می‌دهد، بیماران با مشکلات بلع (دیسفاژی)، افراد خودکشی، صرع، افراد در طیف اوتیسم، افراد مبتلا به اختلالات مانند پیکا که آنها را به سمت مصرف اجسام غیرقابل خوردن و غیره سوق می‌دهد. آنها را در حالی که می‌خورند. اگر آنها قادر به جویدن صحیح نباشند، غذای آنها نمی‌تواند سخت و سخت باشد. اگر آنها در خوردن غذا به‌طور معمول مشکل دارند، توصیه نمی‌شود غذایی به آنها بدهید که ممکن است مشکل ایجاد کند یا آن را به قطعات بسیار کوچک جدا کنید. در مواردی که فرد قادر به خوردن غذا با خیال راحت نیست، می‌توان غذا را با تغذیه سرنگ‌هایی که محتوای مایع در دهان بیمار می‌ریزد، تهیه کرد. اگر مشکل این است که آنها هر نوع دارو یا ماده ای را که بزاق را کاهش می‌دهد مصرف کرده‌اند، تا زمانی که ترشح بزاق دهان آنها نباشد، نمی‌توانند غذای جامد بخورند.

### پیشگیری در نوزادان و کودکان
خفگی هنگامی روی می‌دهد که غذا یا اشیاء وارد مجرای هوا شوند. سرفه کردن، زدن به پشت و «مانور هایملیک» از روشهای درمان گیر کردن جسم خارجی در گلو می‌باشد. به والدین و مراقبان توصیه می‌شود که کمک‌های اولیه در برابر خفگی و همچنین احیای قلبی ریوی را بیاموزند.
همه کودکان کوچک در غذا خوردن نیاز به مراقبت دارند. آنها بیشتر در معرض خفگی ناشی از غذا و اشیاء ریز هستند۱. آنها باید یاد بگیرند که غذای خود را کاملاً بجوند تا از خفگی جلوگیری کنند.
. تغذیه آنها هنگام انجام فعالیت دیگری (هنگام دویدن، بازی، خندیدن و …) خطر خفگی را افزایش می‌دهد. مراقبان می‌توانند بر کودکان هنگام غذا خوردن یا بازی نظارت کنند.
آکادمی متخصصان اطفال آمریکا توصیه می‌کند تا ۶ ماهگی قبل از معرفی غذاهای جامد به نوزادان صبر کنید.
برای کودکانی که کمتر از ۵ سال دارند، از غذاهای خطرناک اجتناب کنید؛ مانند: هات داگ، موز، چوب پنیر، تکه‌های پنیر، هویج، سیب، آجیل، نگور، زیتون، کشمش، آب نبات سخت، آب نبات مارشمالو، یا پاپ کورن.
بعداً، وقتی آنها به این غذاها عادت کردند، طبیعی است که آنها را به قطعات کوچک تقسیم کنید. به عنوان مثال: اگر آنها قصد دارند هات داگ بخورند، می‌توان سوسیس را از طول، قطعه قطعه یا هر دو تقسیم کرد.
. تأمین کنندگان مانند متخصصان اطفال و دندانپزشکان می‌توانند اطلاعاتی را دربارهٔ والدین و مراقبان در مورد مناسب بودن غذا و اسباب بازیها از نظر سن برای جلوگیری از خفگی ارائه دهند.

## درمان با کمک‌های اولیه
برخی از تکنیک‌های دست می‌توانند خفگی را حل کنند (در زیر بخوانید).
علاوه بر این، برخی از دستگاه‌های «ضد خفگی» در بازار وجود دارد (LifeVac و Dechoker).

### کمک‌های اولیه برای قربانیان عادی
قسمت اول سرفه است.
اگر قربانی نمی‌تواند سرفه کند، از این دو روش با دست استفاده کنید (هر دو تصویر زیر را ببینید).
برای نتیجه بهتر، آنها را به نوبت ترکیب کنید: هر تکنیک را تقریباً ۵ بار انجام دهید و به تکنیک دیگر تغییر دهید و این چرخش‌ها را به‌طور مداوم تکرار کنید.
افراد باردار و خیلی چاق به تغییرات خاص خود در این تکنیک‌ها نیاز دارند (در زیر خوانده می‌شود).
نوزادان (زیر یک سال) به تغییرات خاص خود در این تکنیک‌ها نیاز دارند (در زیر خوانده می‌شود).
اگر خفگی ادامه داشت، با خدمات فوریت‌های پزشکی تماس بگیرید.
قربانی ممکن است پس از مدتی هوشیاری خود را از دست بدهد (در زیر بخوانید) که نیاز به "احیای قلبی ریوی" دارد.

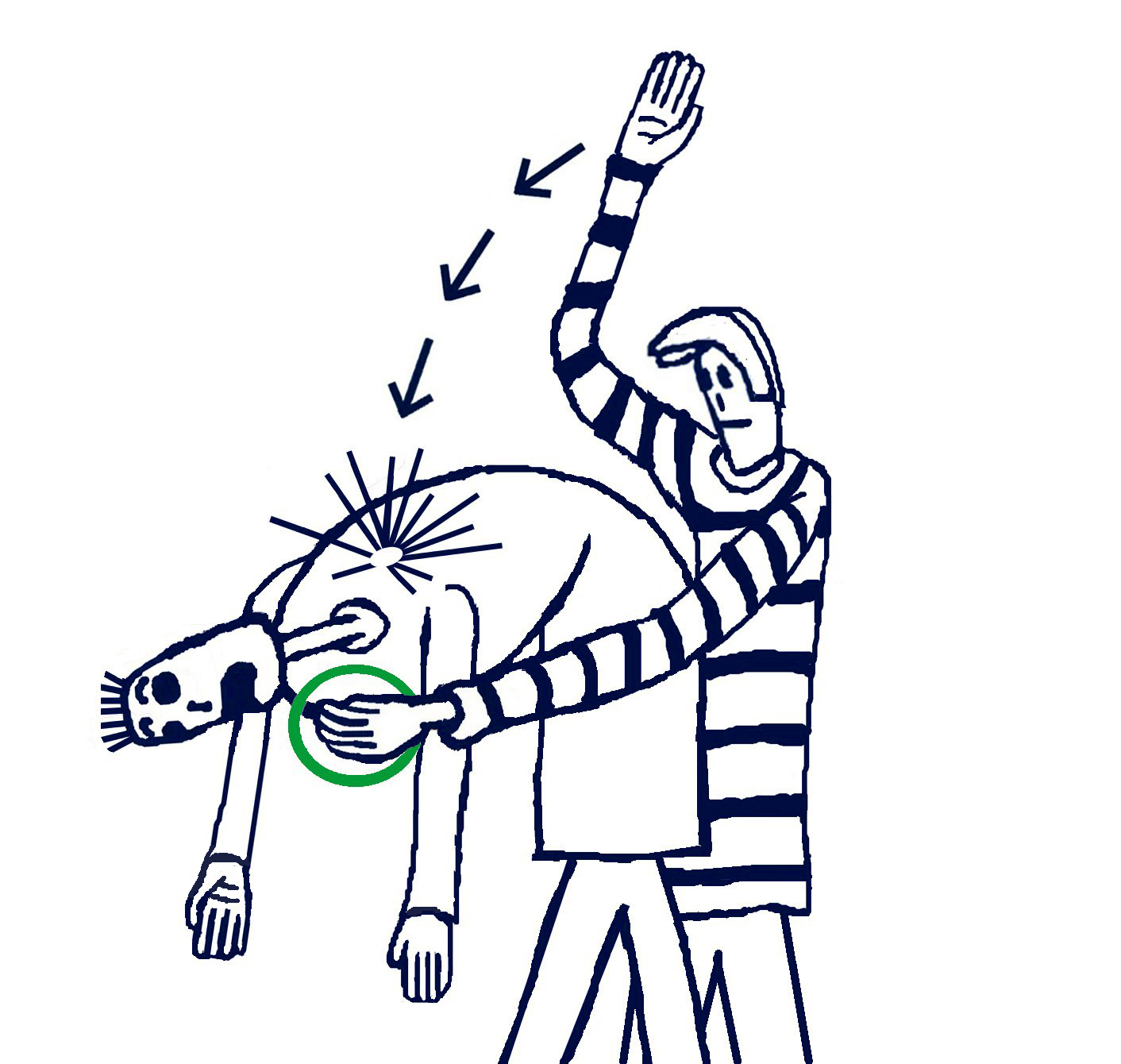

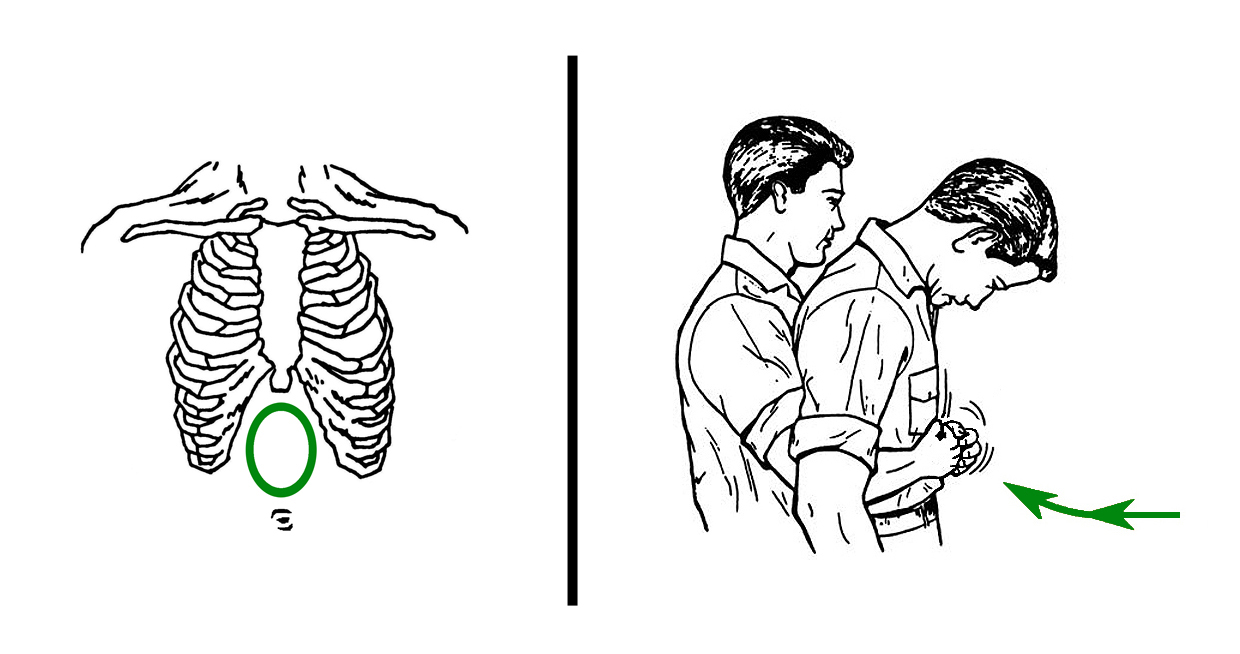

### کمک‌های اولیه برای افراد باردار یا خیلی چاق
قسمت اول هم سرفه است.
اگر قربانی نمی‌تواند سرفه کند، از این دو روش با دست استفاده کنید (هر دو تصویر زیر را ببینید).
برای نتیجه بهتر، آنها را به نوبت ترکیب کنید: هر تکنیک را تقریباً ۵ بار انجام دهید و به تکنیک دیگر تغییر دهید و این چرخش‌ها را به‌طور مداوم تکرار کنید.
اگر خفگی ادامه داشت، با خدمات فوریت‌های پزشکی تماس بگیرید.
قربانی ممکن است پس از مدتی هوشیاری خود را از دست بدهد (در زیر بخوانید) که نیاز به "احیای قلبی ریوی" دارد.

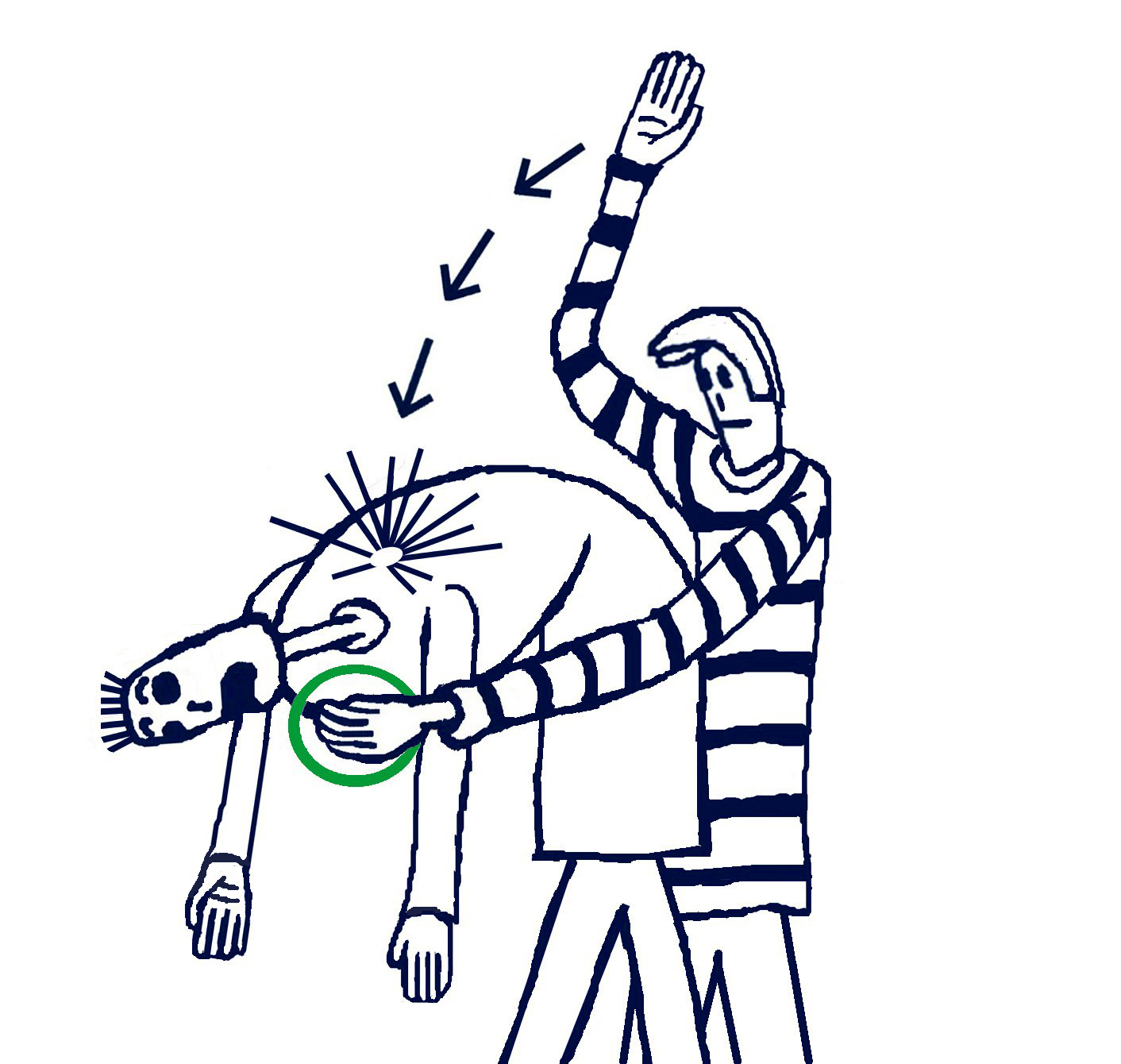

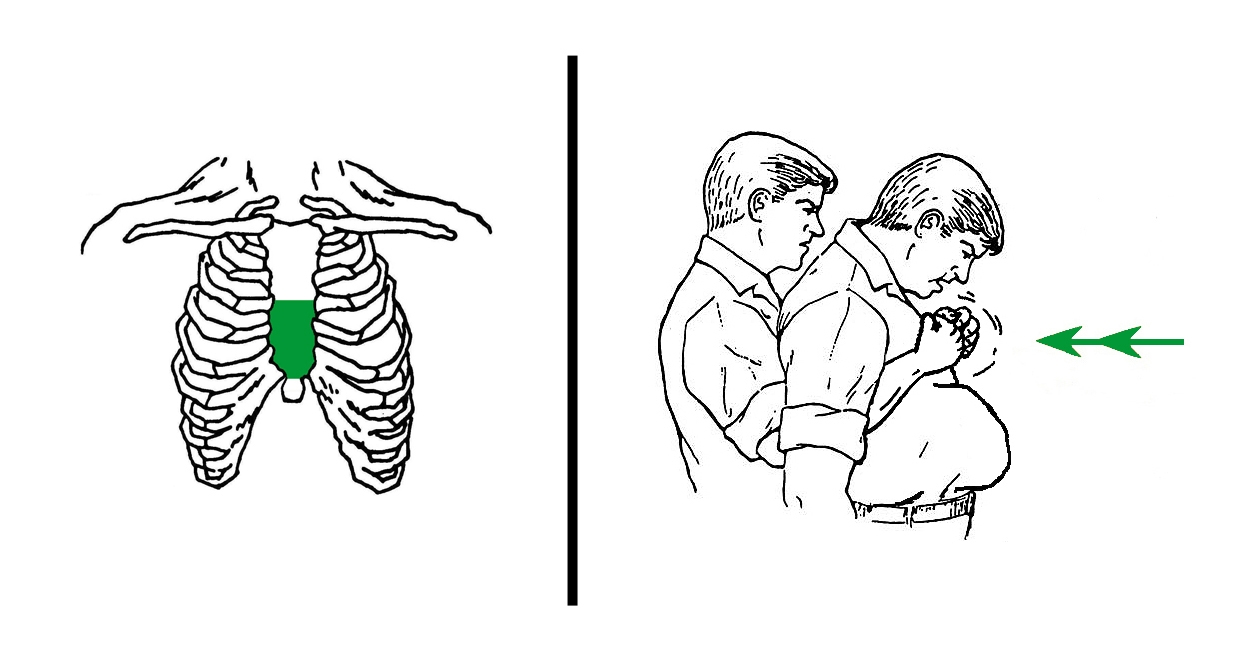

### کمک‌های اولیه برای نوزادان (زیر یک سال)
از این دو تکنیک با دست برای نوزادان استفاده کنید (هر دو تصویر را در زیر ببینید).
برای نتیجه بهتر، آنها را به نوبت ترکیب کنید: هر تکنیک را تقریباً ۵ بار انجام دهید و به تکنیک دیگر تغییر دهید و این چرخش‌ها را به‌طور مداوم تکرار کنید.
اگر خفگی ادامه داشت، با خدمات فوریت‌های پزشکی تماس بگیرید.
ممکن است نوزاد پس از مدتی هوشیاری خود را از دست بدهد (در زیر بخوانید) و نیاز به «احیای قلبی ریوی ضد خفگی برای نوزادان» داشته باشد.

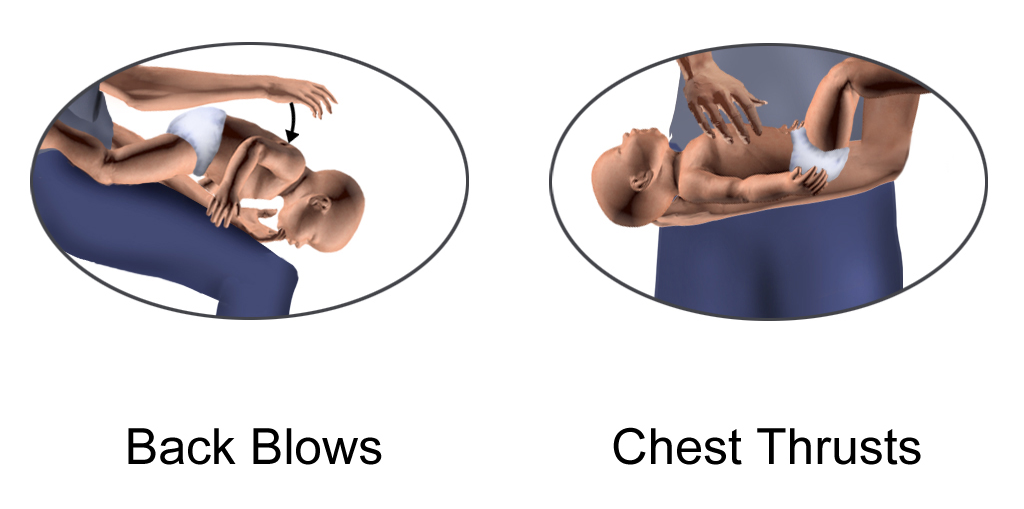
----

### برای قربانیانی که بیهوش هستند
انجام دهید: «احیای قلبی ریوی ضد خفگی» (نه برای نوزادان) یا «احیای قلبی ریوی برای نوزادان» (زیر ۱ سال) (در زیر بخوانید).

#### احیای قلبی ریوی ضد خفگی، نه برای نوزادان

با خدمات فوریت‌های پزشکی تماس بگیرید.
قربانی را در حالت درازکش قرار دهید، با صورت بالا.

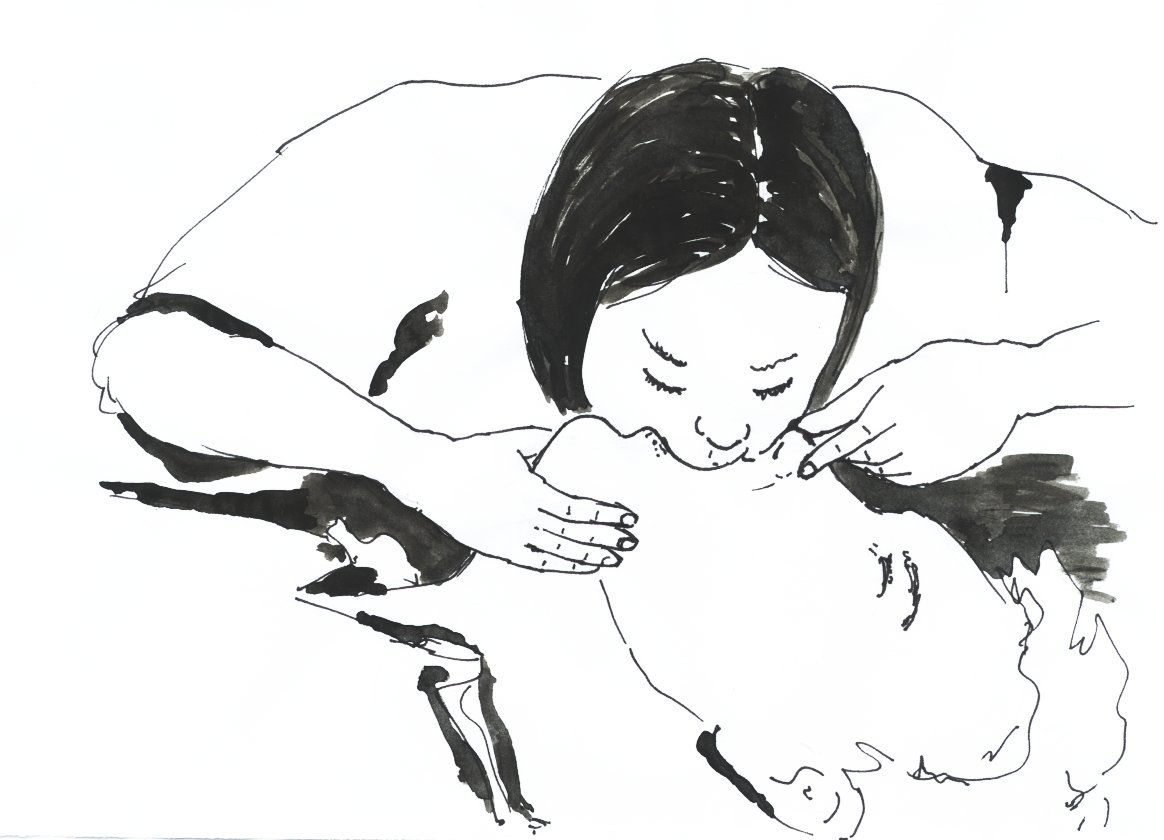

«احیای قلبی ریوی ضد خفگی» را به‌طور مداوم به قربانی انجام دهید:
- ۳۰ فشار در نیمه پایینی وسط قفسه سینه.
- اگر جسم گیر کرده قابل مشاهده است، سعی کنید آن را استخراج کنید. شی را می‌توان استخراج کرد یا نه، اما این احیای قلبی ریوی باید ادامه یابد، تا زمانی که قربانی دوباره به حالت عادی نفس بکشد.
- بینی قربانی را ببندید. هوا را از دهان به دهان (تهویه، تنفس نجات) داخل آن قرار دهید. از نو، هوا را از دهان به دهان (تهویه، تنفس نجات) داخل آن قرار دهید.
- سر قربانی را به جلو و عقب بچرخانید. دوباره ۲ تهویه دیگر انجام دهید.

و تمامی این مراحل را از مرحله اول (۳۰ فشرده سازی) تکرار کنید.

## جستارهای وابسته

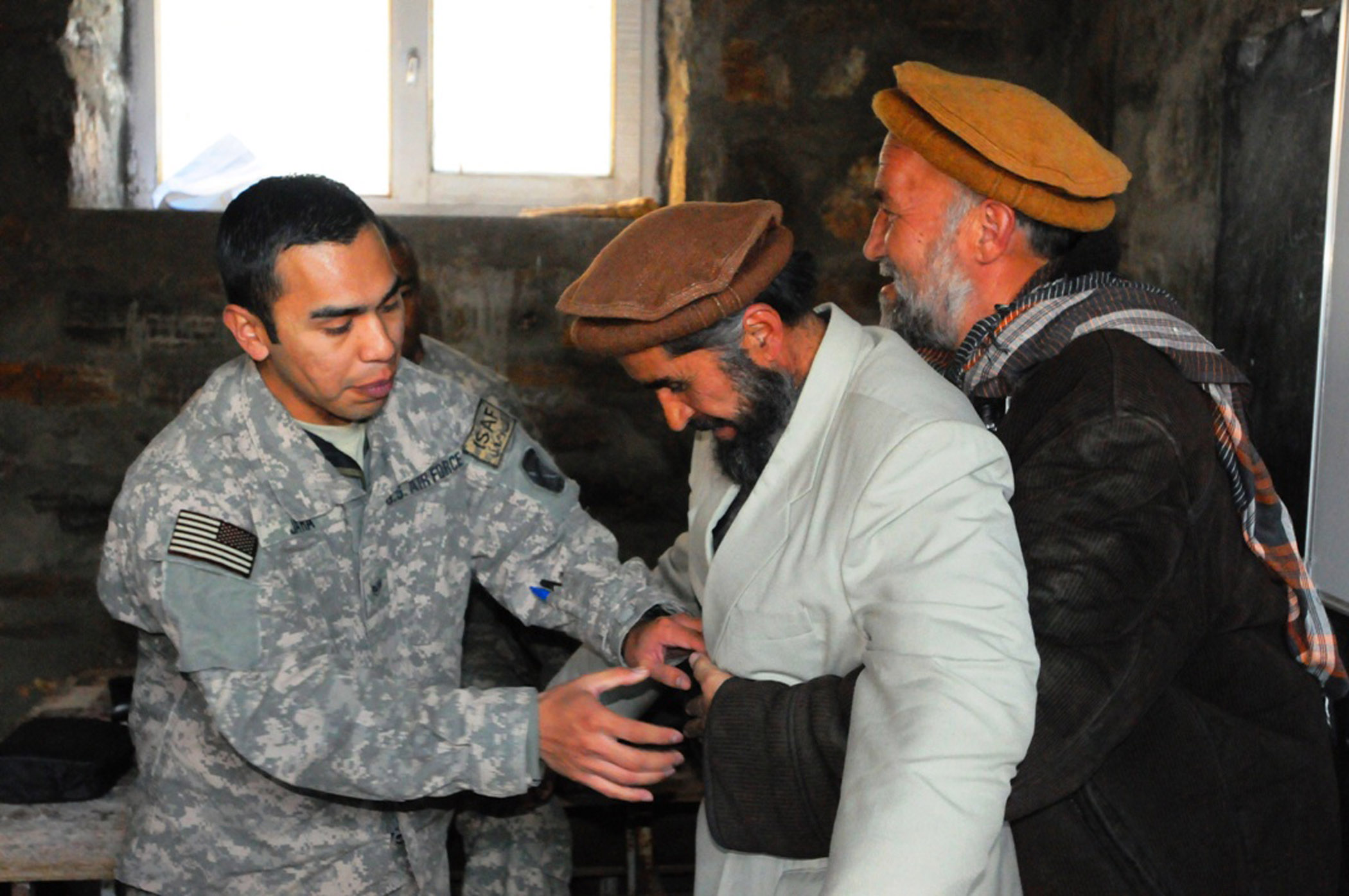
پزشک آمریکایی رانش‌های شکمی (مانور هایملیش) را به افغان‌ها آموزش می‌دهد.

#### احیای قلبی ریوی ضد خفگی، برای نوزادان (زیر ۱ سال)
با خدمات فوریت‌های پزشکی تماس بگیرید.
قرار دادن کودک، رو به بالا. انجام «احیای قلبی ریوی ضد خفگی» برای نوزاد، به‌طور پیوسته:
- از یکی از دو طرف نوزاد، ۳۰ فشار، آنها با دو انگشت در نیمه پایینی وسط قفسه سینه انجام می‌شوند.
- اگر جسم گیر کرده قابل مشاهده است، سعی کنید آن را استخراج کنید. شی را می‌توان استخراج کرد یا نه، اما این احیای قلبی ریوی باید ادامه یابد، اما این احیای قلبی ریوی باید تا زمانی که نوزاد به‌طور طبیعی نفس بکشد ادامه یابد.
- با استفاده از دهان، دهان نوزاد و بینی نوزاد را به‌طور همزمان بپوشانید. هوا را وارد کنید (تهویه، تنفس نجات). دوباره هوا را وارد کنید (تهویه، تنفس نجات).

و تمامی این مراحل را از مرحله اول (۳۰ فشرده سازی) تکرار کنید.